# Monstrul de la Flatwoods

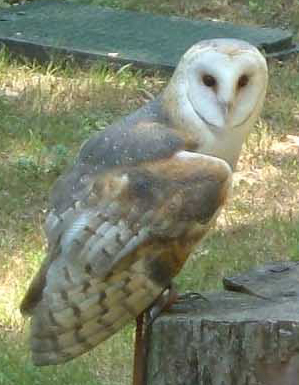

Monstrul de la Flatwoods (sau Omul Care Seamănă cu o Bufniță) este o presupusă ființă extraterestră neidentificată despre care s-a raportat că a fost văzută în orașul Flatwoods din Braxton County, Virginia de Vest, SUA pe 12 septembrie 1952. Povestirile despre aceste creaturi sunt un exemplu al unei pretinse întâlniri apropiate de gradul al treilea. O poveste similară apare în filmul Al patrulea gen (The Fourth Kind) din 2009 - regia Olatunde Osunsanmi, cu Milla Jovovich și Elias Koteas în rolurile principale.